# Mesolita pascoei
Mesolita pascoei là một loài bọ cánh cứng trong họ Cerambycidae.